# 中村ユキ
中村 ユキ（なかむら ユキ）は、日本の漫画家、イラストレーターである。

## 人物
1973年生まれ。大阪府出身。百貨店を退職後、上京し漫画家に転身した。現在はフリーのマンガ家として紙媒体やWEB等で活動中。
本人が4歳の時、当時27歳の母親が精神を病み統合失調症と診断された。以後、30年以上にわたり母の看病に寄り添いながらイラストの執筆活動を続け、2008年に「わが家の母はビョーキです」と題した母の闘病と自らの看病の記録をまとめたイラストエッセーを出版した。

## 著書
- わが家の母はビョーキです
- わが家の母はビョーキです2　家族の絆編
- うちの子に限って!? 子どもの心の病気を知る本 - 宮田雄吾との共著。
- NHK英語でしゃべらナイト 松本アナが失敗から身につけた英会話のツボ - 松本和也との共著。
- ぼくはアスペルガー症候群
- マンガでわかる!統合失調症
- 夫婦三昧
- てんやわんやのトーシツ・ライフ